# Lascelina canens
Lascelina canens är en fjärilsart som beskrevs av Heinrich 1956. Lascelina canens ingår i släktet Lascelina och familjen mott. Inga underarter finns listade i Catalogue of Life.